# Царева ливада
Ца̀рева лива̀да е село в Северна България. То се намира в община Дряново, област Габрово.

## География
Царева ливада се намира в Централна Стара планина. На запад граничи с Габрово, на юг с Трявна, на север с Дряново, на изток със село Радовци. Селото се намира на 5 км от общинския център град Дряново. През селото минава река Дряновска, която е приток на Янтра.
На 1 км от Царева ливада отстои село Сяровци, което почти се е сляло с Царева ливада. До Сяровци се намира село Искра. В него се намира и единствената църква в района на Царева ливада. Тя е строена от 1860 до 1863 г. когато и е официално осветена. Царева ливада се намира в падина, а по билата на Предбалкана на отстояние не повече от два километра се намират множество малки селца – Доча, Добрените, Нейчовци, Бучуковци, Долни Върпища, Горни Върпища и други. Те са почти обезлюдени, но са много колоритни, къщите са със стари покриви от големи каменни плочи.

## Транспорт
Царева ливада е възлова железопътна гара. Намира се на 4-та главна железопътна линия (Русе – Горна Оряховица – Велико Търново – Стара Загора – Димитровград – Подкова). От там води началото си 42-ра второстепенна жп линия за Габрово. Железопътният транспорт е предпочитан от местното население като по-бърз и по-евтин. С влак може да се стигне до Царева ливада от всички големи гари в страната.
Селото се намира на пътя Дряново – Трявна.

## История
Селището е възникнало през 18 – 19 век, но укрепва с построяването на жп линията Русе – Стара Загора в началото на 20 век като става важен ж. п. възел. В по-ранни времена се е наричало Старохан.
Според преданието, по времето на Цар Иван Асен II над селото около махала Нейчевци е бил летният дворец на царя от където са били изкопани „царските саби и други царски неща“. До днес мястото се нарича градът и е чест обект на иманярски набези. Отново според легендата, на ливадите в падината под селото са пасли конете на Асеневци. Оттам е произлязло и името на днешното село – Царева ливада. Платото до селото е историческата местност Стринава. То е по-трудно достъпно и в средновековието е укрепено като стратегическа твърдина. Днес са запазени останки от крепостни стени и основи на сгради. Едно от укрепленията, открити в района – на 2 км северно от с. Царева Ливада, е идентифицирано с крепостта Стринава (Царовището), споменавана от византийски писатели, във връзка с боеве, станали там. Тук е легендарното място, където са родени братята Асен и Петър от майка куманка и баща българин, и по-късно те поискали от византийския император да им разреши да си вдигнат своя крепост и откъзът му дал формалния повод за българското въстание, а след победата асеневци често идвали на почивка и лов в Стринава, която им е била като лятна резиденция. Заедно с принадлежащите на укрепения район още три крепости – Боруна, Куклата и Калето, тя е играла важна роля в отбраната на Втората българска държава. Някои от тези крепости имат троен ред стени, дебели до 2 метра. В околността са намерени монети, стрели, копия, мечове, катинар тежащ 13 kg. Това са безспорни доказателства за интензивен живот. Около Стринавското плато с площ около 5 – 6 квадратни километра, ареалът чак до Трявна изобилства с имена на местности като Цар Асеник, Цар Каоляник, Царюви бахчи, Царското, Стърната, Цар Асенова пътека, самите села Цареви ливади, Кумани, Войници, Скорци и т.н.
От 1906 година започва строежа на презбалканската жп линия Търново – Дряново – Трявна – Борущица – Стара Загора с отклонение за Габрово. По това време в Царева ливада се строи голяма гара, която впоследствие става важен железопътен възел, което и определя по-нататъшното развитие на селото и целия регион. Контролът на строежа на жп гара Върбаново бил възложен на Йордан Марков от село Сяровци, протеже на Никола Мушанов. Като общи работници по строежа на жп линията са работели много мъже и жени от района. Чрез системата на предприемачи, акорданти и надзиратели, компаниите подлагали на жестока експлоатация работниците – българи от Княжеството и Македония, италианци, черногорци, сърби, хървати и други, наричани с общото име „бараби“. Неслучайно на няколко пъти на строежа се провеждат големи стачки – едната в края на 1906 година, другата през пролетта на 1907 година в района на Търново – Върбаново – Борущица. Третата най-голяма стачка, в която участват 1300 души, е през 1909 година в участъка Царева ливада – Габрово.
По време на строежа на двете жп линии и гарата животът в Царева ливада бил много бурен. Стотици работници напълвали селището като мравуняк, особено в празнични дни. Две фурни не смогвали да изпекат хляб. Всички ханчета са превърнати в кръчми и гостилници. Всички свободни стаи и стаички са натъпкани с квартиранти. Хранителни продукти и напитки се продавали и на „кантони“ – на открито по обектите.
Гара Царева ливада и жп линията за Габрово били открити по най-тържествен начин на 29 януари 1912 година. На тържеството присъствал и цар Фердинанд, председателят на министерския съвет Гешев, много министри и висши чиновници. Гаровата постройка е била украсена с гирлянди и знамена. Точно в 10 часа и 5 минути, царят прерязва лентата, която е опъната от две момиченца с разплетени коси и ленти през рамената. Влакът, теглен от два локомотива, е готов да откара гостите в Габрово с първия пътнически влак Царева ливада – Габрово. В крайната гара, на 17,380 км от Царева ливада, хиляди жители на Балканския град посрещат влака – символ на прогреса.
Непрекъснатото увеличаване на трафика по Презбалканската и Габровската жп линии налага бързото разширяване на железопътната гара в Царева ливада. Тя става важен железопътен възел по 4-та главна жп линия и врата на индустриално Габрово. Първият началник гарата в Царева ливада е бил Йордан Бръчков, а най-много години като началник гара е работил Пейно Пейнов.
Ако през 1925 година по линията преминават денонощно 12 влака, през 1968 година те са вече 72, от които само до и от Габрово 26 влака – 17 пътнически и 9 товарни. Товарът за Габрово достига 120 – 140 вагона на денонощие, а общо през гара Царева ливада за денонощие преминават по 540 вагона. Непрекъснато се подобрява и тягата на влаковете. До 1954 година влаковете се теглят от парни локомотиви серия 19. През 1969 година е извършена реконструкция на железния път, с което се завишава осовото натоварване до 20 тона. През 1974 година по линията преминава и първия дизелов локомотив, а от 1977 година се появяват и електровозите.
С указ от 26 септември 1949 г. селото е преименувано на Върбаново в чест на родения в него комунистически партизанин Върбан Генчев, загинал на 25 г. Старото име е върнато на 16.08.1991 г. с друг указ.

## Население
Преброяване на населението през 2011 г.
Численост и дял на етническите групи според преброяването на населението през 2011 г.:
|                     | Численост | Дял (в %) |
| Общо                | 705       | 100,00    |
| Българи             | 664       | 94,18     |
| Турци               | 9         | 1,27      |
| Цигани              | 7         | 0,99      |
| Други               | 5         | 0,70      |
| Не се самоопределят | 3         | 0,42      |
| Неотговорили        | 17        | 2,41      |

Към 15.6.2024 г. населението на Царева ливада по настоящ адрес е 559 души.

## Туризъм
В Царева ливада успешно се развива селски туризъм. Селото разполага с хотел, носещ името му, както и не малко къщи за гости, предлагащи смесица от възрожденска архитектура и съвременни условия. Уникалната природа на Стара планина също привлича туристи от близки и далечни дестинации. В селото има футболен стадион, със свободен достъп.
Наблизо се намират следните забележителности:
- местностите „Куклата“ и „Сини вир“ на река Дряновска – непосредствено до селото, по екопътека;
- етнографския комплекс „Старият град“ в Трявна – 12 минути с влак;
- музеят на Колю Фичето в Дряново – 10 минути с влак;
- Дряновският манастир, пещерата Бачо Киро и водопадът на река Дряновска – 5 минути с влак (до спирка Бачо Киро);
- Велико Търново и крепостта Царевец – 35 минути с влак (слиза се на спирка Трапезица).

## Редовни събития
Ежегодният традиционен събор, който се провежда в последните събота и неделя на месец август.

## Личности

### Родени
- Проф. Драгол Драголов – (25 октомври 1940 – 20 януари 2023) Основно образование завършва в училище „Бачо Киро“ в с. Царева ливада. От 1990 г. е доктор на техническите науки, а от 2000 г. професор по Автомобили, трактори и кари. Проф. Драголов е председател на Сдружение „Царева ливада“ и член на Църковното настоятелство в селото. Той работи и съдейства за осъществяване на дългогодишната мечта на населението на Царева ливада за построяване на църковен храм. На 7 декември 2009 г. проф. Драголов дарява свой имот на Великотърновската епархия за строителство на православен храм „Успение Богородично“ в с. Царева ливада. С набраните от дарителска кампания средства на 31 май 2010 г. строителството на храма започна. Негова е заслугата за предоставяне на експонат „Парен локомотив“, който е поставен в района на ж.п. гара Царева ливада и представлява атракция за пътуващите и гостите на селото.
- подп. Стефан Петров Стефанов (25 януари 1961) – артилерист в Българската армия;
- Дацка Стефанова Попова (17 септември 1947) – доктор на икономическите науки и управител на Български пощи ЕАД (1996 – 1997 г.);
- Стефан Дойнов (29 април 1936 – 19 февруари 2020) – гр. София) – професор и доктор на историческите науки, ръководител на Държавна агенция „Архиви“ през периода 1993 – 1997 г.;
- Върбан Русинов Генчев (Стоян) (26 юли 1918 – 30 март 1944) – политически комисар на Горнооряховския партизански отряд от Съпротивителното движение в България, през Втората световна война.
- Генчо Дойнов Колев (1903 – 1986) изтъкнат български строител и строителен предприемач. Известен с построени обекти в Турция, Румъния, Иран и Близкия изток.

### Починали
- Мойсей Мойсеев (3 септември 1929 – 14 октомври 2009) – краевед, писател-фолклорист, историк, публицист и поет

## Други
На Царева ливада е наречена улица в квартал „Сухата река“ в София (Карта).